# John Paul Stapp

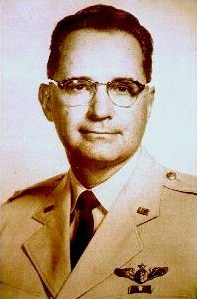
John Paul Stapp

John Paul Stapp, Colonel, USAF (* 11. Juli 1910 in Bahia, Brasilien; † 13. November 1999 in Alamogordo, New Mexico) war Pionier in der Erforschung der Auswirkungen von Beschleunigungskräften auf den menschlichen Körper. 
Besonders bemerkenswert sind seine Selbstversuche auf Raketenschlitten, bei denen er sich selbst großen Belastungen aussetzte und mit seinen Ergebnissen zur Sicherheit von Passagieren in Flugzeugen sowie zur Weiterentwicklung von Sicherheitsgurten beitrug, sowie die Stapp Car Crash Conference, eine (nach ihm benannte) noch heute stattfindende Verkehrssicherheitskonferenz. 
Er war ein Kollege von Chuck Yeager, der als erster Mensch nachweislich eine Geschwindigkeit von nahezu Mach 1 erreichte, und wurde selbst der „Schnellste Mensch auf Erden“.

## Kindheit, Karriere als Mediziner und beim Army Air Corps
John Paul Stapp war der Sohn des Reverends Charles F. Stapp. Er verbrachte seine Kindheit in Brasilien, wo ihm seine Eltern, die beide Lehrer waren, eine Grundschulbildung vermittelten. Im Alter von zwölf Jahren wurde er in die Vereinigten Staaten gebracht, wo er an der San Marcos Academy in San Marcos, Texas, die high school beendete.
Stapp ging 1927 zur Baylor University in Waco (Texas) und bekam dort 1931 seinen Bachelor, 1932 seinen „Master of Arts“ in Zoologie und Chemie. In den Jahren 1932 bis 1934 war er Dozent in Zoologie und Chemie am Decatur Baptist College in Decatur (Texas). Stapp ging 1934 zur University of Texas at Austin und erwarb dort seinen Doktor in Biophysik im Jahr 1940 sowie seinen medizinischen Grad an der University of Minnesota im Jahr 1944. Er absolvierte ein Praktikum im St. Mary’s Hospital in Duluth (Minnesota).
Am 4. Oktober 1944 trat er im Rang eines First Lieutenants dem United States Army Air Corps im Medical Corps bei und beendete 1944 die Medical Field Service School in Carlisle Barracks (Pennsylvania), 1945 die Flight Surgeon’s Course an der School of Aviation Medicine sowie 1946 das Industrial Medical Seminar.

## Stapps Forschung und seine Selbstversuche

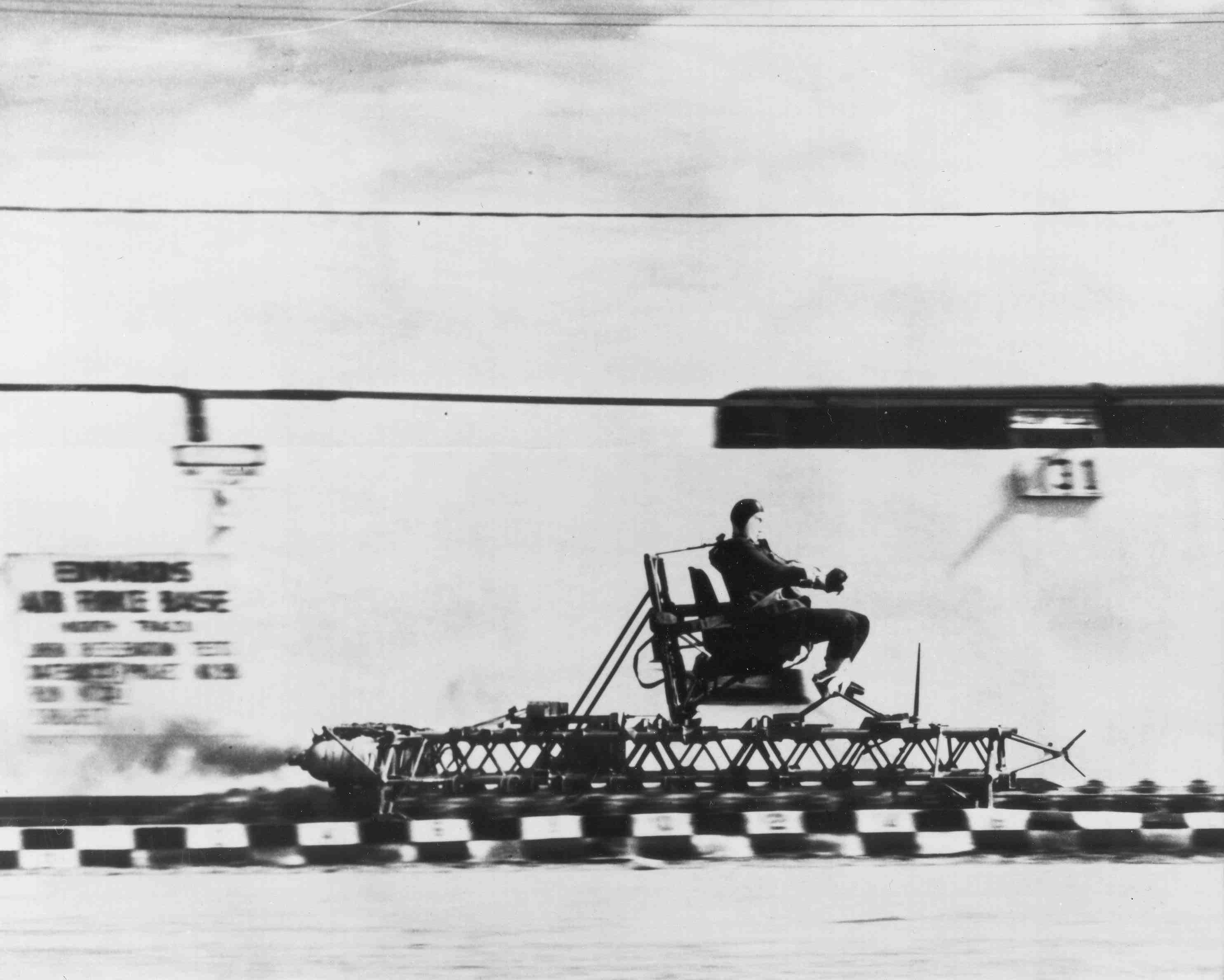
Colonel Stapp im Selbstversuch auf einem Raketenschlitten.

Am 10. August 1946 wurde Stapp zum Aero Medical Laboratory des Wright Air Development Centers (genannt Wright Field) versetzt. Bei Forschungen an den Auswirkungen großer Flughöhen auf den menschlichen Körper testete er zunächst verschiedene Flüssigsauerstoffsysteme. Dazu flog er in einer Höhe von über 12 km ohne aktive Überdruckkabine und konnte später unter anderem zeigen, dass durch das Einatmen von hochkonzentriertem Sauerstoff über 30 Minuten vor dem Abflug medizinisch gefährliche Symptome – wie Bläschenbildung im Blut – ausblieben. Es war geplant, weitere Forschungen an Flugzeugunfällen (crash survival program) durchzuführen, so z. B. an Schleudersitzen und Fallschirmgurten. Zunächst mussten dazu Versuchsaufbauten entwickelt werden, an denen geforscht und simuliert werden konnte. Aufgrund seiner bisherigen Erfolge wurde Stapp zu diesen Forschungszwecken die Überwachung eines „deceleration projects“ übertragen, das er im April 1947 zu Gesicht bekam.
Zunächst sollten die Einrichtungen für das neue Projekt in der Nähe des Aero Medical Laboratory am Wright Field auf einer neuen Anlage errichtet werden. Die Edwards Air Force Base (damals genannt Muroc) jedoch hatte in der Mojave-Wüste zu diesem Zeitpunkt gerade ein V1-Raketen-Forschungsprogramm beendet. Das Gelände und die Testvorrichtungen wurden nun Stapps „deceleration project“ übertragen, um den Neubau am Wright Field zu sparen. Die erforderlichen Umrüstungen erledigte ein Team der Northrop Aircraft Inc nach den Spezifikationen des Aero Medical Laboratory. Bei dem in der Folge gestarteten Projekt wurde ein Raketenschlitten beschleunigt und danach kontrolliert, aber drastisch, abgebremst. Der human decelerator (engl., human für „Mensch“, decelerator für „Abbremser“), auch Gee Whiz genannt, bestand aus einem ca. 700 kg schweren Schlitten, der auf einer ca. 600 m langen Schienenstrecke auf festem Fundament angebracht war. Vier robuste Gleitfüße verbanden den Schlitten mit den Schienen und erlaubten dabei freies Gleiten. Der Antrieb bestand aus Raketen mit 4 kN Schubkraft am Heck des Schlittens. Die Bremsung des Schlittens wurde durch eine ca. 14 m lange, mechanische Bremseinheit bewirkt, die wohl eine der effektivsten weltweit war. In der Bremseinheit waren am Fundament, zwischen den Gleisen, bis zu 45 Paare von greifenden Bremsoberflächen angebracht, die an ca. 3,4 m langen Bremsplatten an der Unterseite des Schlittens ansetzten und somit aufgrund von Reibung die Bremskraft bereitstellten. Durch eine unterschiedliche Anzahl von Bremspaaren konnte das Ausmaß der Bremsung variiert werden.
Der erste Lauf des Raketenschlittens fand am 30. April 1947 mit einem Dummy namens „Oscar Eightball“ auf der Sitzfläche statt. Der Schlitten sprang bei diesem ersten Versuch aus den Gleisen. Nach einigen Verbesserungen und 32 unbemannten Läufen fand im Dezember des Jahres 1947 der erste Lauf mit einem Menschen – Stapp selbst – als Fahrgast statt. Da sich der Versuchsaufbau noch in der Entwicklung befand, dauerte es bis zum August 1948, bis die Datensammlung begann – zu diesem Zeitpunkt hatten jedoch schon 16 bemannte Läufe stattgefunden. Während diese Läufe allesamt mit rückwärtig sitzenden Passagieren stattfanden, begannen im August 1949 Versuche mit Blick in Fahrtrichtung. Die ersten Versuche dienten dem Vergleich verschiedener Flugzeug- und Fallschirmgurte der amerikanischen Luftwaffe.
Bis zum 8. Juni 1951 fanden insgesamt 74 bemannte Läufe statt, von denen die Probanden bei 19 in rückwärtiger Lage und bei den anderen 55 mit Blick in Fahrtrichtung saßen. Stapp selbst war einer der Freiwilligen, die am häufigsten an den Läufen teilnahmen, und zog sich dabei einige Verletzungen, wie z. B. (zweimalig) einen Bruch des rechten Handgelenkes sowie einzelner Rippen zu. Ein regelmäßiges Symptom nach den Testläufen war eine Blutung in den Augen, die sich deshalb dunkel färbten.
Stapp nahm während seiner Forschungszeit an der Edwards Air Force Base auch an Versuchen teil, in denen Flugzeuge mit offenem Verdeck genutzt wurden. Es sollte überprüft werden, unter welchen Bedingungen ein Pilot im Flug aus dem Cockpit aussteigen könne. Stapp flog dazu in einem Flugzeug bei ca. 917 km/h mit offenem Verdeck, erlitt aber durch den Fahrtwind keine nennenswerten Verletzungen.

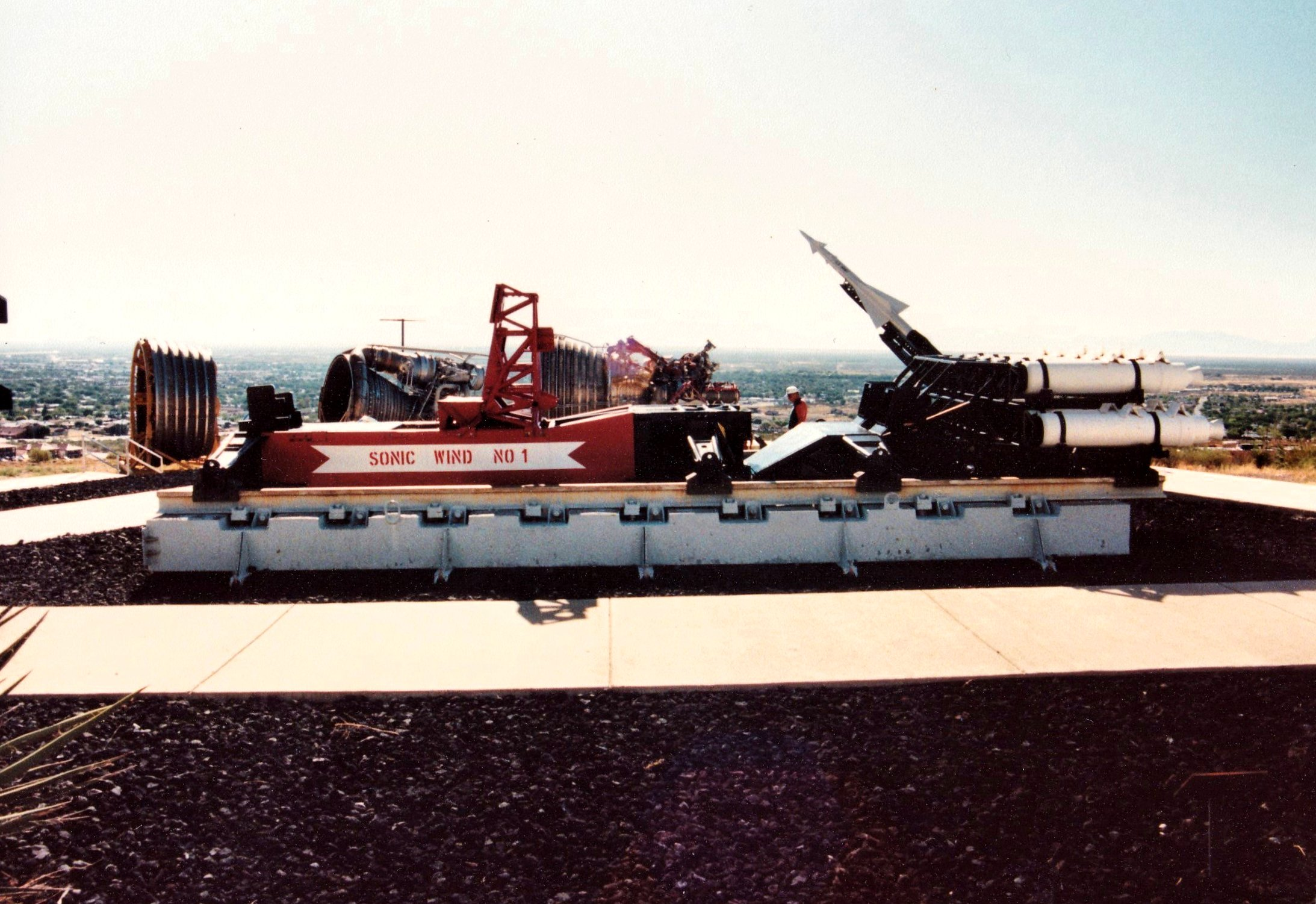
Sonic Wind No 1. Ein von John Paul Stapp genutzter und im John P. Stapp Air and Space Park im New Mexico Museum of Space History in Alamogordo ausgestellter Raketenschlitten.

Im Juni 1951 kehrte Stapp zwischenzeitlich zum Wright Field zurück, doch wechselte er bereits im Jahr 1953 zur Holloman Air Force Base in New Mexico, wo ihm Laboratorien und gute Ausrüstung zur weiteren Forschung in Biomechanik zur Verfügung standen. Es sollte hier vor allem (wieder durch die Firma Northrop) ein noch kräftigerer, später Sonic Wind genannter, human decelerator mit längerer Beschleunigungsstrecke gebaut werden. Die Beschleunigung stellte hierbei ein separater Beschleunigungsschlitten mit 12 Raketen bereit, der sich nach der Beschleunigungsphase jedoch vom Testschlitten löste und somit die bei der Abbremsung anfallende Gesamtmasse verringerte. Die Bremsung wurde hier durch ein Wasserbecken mit variabler Tiefe erreicht, in das Kellen des Schlittens eintauchten und diesen durch die Wasserverdrängung abbremsten. Im November des Jahres 1953 fanden die ersten Versuchsläufe auf der fertiggestellten Anlage mit Sierra Sam, einem extra dafür entwickelten Crashtest-Dummy statt, im Januar 1954 mit einem Schimpansen. Neben den Läufen mit dem Leiter des Forschungsprojekts selbst wurden etwa 80 Versuchsläufe mit Schimpansen auf dem Raketenschlitten durchgeführt – Stapp persönlich hatte sich dagegen ausgesprochen, freiwillige Personen außer ihm auf dem Schlitten fahren zu lassen.
Stapp glaubte daran, dass die Widerstandsfähigkeit des Menschen während seiner Versuchsreihen noch nicht erreicht war und deutlich höher als angenommen lag. Im Jahr 1954 beschleunigte er in einem Lauf (mit Blick in Fahrtrichtung) auf 632 mph (ca. 1017 km/h) und ließ sich in 1,4 Sekunden vollständig abbremsen. Dabei wirkte im Augenblick der maximalen Abbremsung die 46,2-fache Erdanziehungskraft (also 46,2g), sowie für ganze 1,1 Sekunden am Stück 25g. Dies ist die höchste Beschleunigung, der ein Mensch bisher freiwillig standgehalten hat. Das Time Magazine veröffentlichte daraufhin eine Würdigung als The fastest man on earth and No. 1 hero of the Air Force, auf Deutsch „Der schnellste Mann auf Erden und Held Nummer 1 der Air Force“ (Time, The Weekly Newsmagazine, vom 12. September 1955). Stapp hatte dem Time Magazine, das ein Foto eines seiner Versuche auf dem Cover zeigte, gesagt, er führe einen „Kreuzzug für die Vermeidung unnötiger Todesfälle“ („I’m leading a crusade for the prevention of needless deaths“).
Stapp persönlich kündigte an, einen Testlauf mit 1000 mph (ca. 1609 km/h) durchführen zu wollen. Doch dieser bemannte Lauf, bei dem Stapp die Schallgeschwindigkeit deutlich überschritten hätte, fand nie statt, da die Sicherheitsbedenken zu groß waren. Das stellte sich als eine richtige Entscheidung heraus, da der Raketenschlitten bei einem unbemannten Lauf im Juni 1956 aus der Führung sprang und teilweise zerstört wurde.

## Nutzen der Ergebnisse Stapps für die Luftfahrt
Die Forschungen Stapps auf den beiden Testanlagen und in Flugzeugkabinen brachten sowohl für die militärische als auch für die zivile Luftfahrt zahlreiche neue Erkenntnisse.
Als Stapp in den Jahren 1946/1947 mit seiner Forschungsarbeit begann, wurde von der wissenschaftlichen Luftfahrt angenommen, dass eine Belastung von über 18g für den Menschen tödlich sein müsse. Daran angepasst waren die Sicherheitseinrichtungen in Flugzeugen nur auf Tauglichkeit bis zu 18g geprüft worden. Es bestand jedoch nach Durchsicht von Unfallberichten der Verdacht, einige verstorbene Piloten hätten ihre heftigen Unfälle überleben können, wenn die Sicherheitseinrichtungen (Sitze und Gurte) der Strapazierung jenseits von 18g standgehalten hätten. Stapp konnte in seinen Selbstversuchen zeigen, dass Menschen – besonders in rückwärtiger Lage – deutlich größeren Belastungen durch negative Beschleunigungen (Bremsungen) ausgesetzt werden konnten. Infolge dieser Ergebnisse wurden zahlreiche Transportflugzeuge der amerikanischen Air Force und der britischen Royal Air Force mit widerstandsfähigeren Sitzen und rückwärtiger Sitzposition ausgestattet. Die verwendeten Sitze mussten fortan bis zu 32g widerstehen können, da die Daten schließlich zeigten, dass ein Pilot diese Werte überleben kann, wenn der Sitz die nötige Widerstandsfähigkeit aufweist und nicht losbricht, sowie die Gurte halten.
Eine weitere Neuentwicklung Stapps war der side saddle – ein Gurt, der Truppen in Transportflugzeugen, die in einer Reihe seitlich nebeneinander sitzen, großen Schutz bieten kann. Die neuen Gurte wurden aus Nylon gefertigt und schützten den Träger bei einem eventuellen Aufschlag des Flugzeuges oder Sprüngen bei der Landung mit einer Kraft von bis zu 36 kN bei 32g. Sie ersetzten die bis dato verwendeten Hüftgurte, die schlechten Schutz boten.
Auch eine verbesserte Version der Kombination aus Schulter- und Hüftgurt ist eine Errungenschaft Stapps. Diese mussten nun 45,4g (445 m/s²) anstatt nur 17g (167 m/s²) (wie die alte Version) widerstehen können und gefährdeten aufgrund veränderter Anordnung der Gurte am Körper im Belastungsfall keine sehr verletzlichen Stellen mehr, wie beispielsweise das Sonnengeflecht.

## Automobile Unfallforschung und Verkehrsunfalls-Konferenz
Über seine Forschungszeit hinweg verkündete Stapp häufig, dass private Fahrzeuge sicherer gemacht werden müssten. Er setzte sich dabei entschlossen für die automobile Unfallforschung und die Einführung von Sicherheitsgurten ein.
An der Holloman Air Force Base initiierte er ein Verkehrsunfall-Forschungsprogramm, da die Air Force in den späten 1940ern durch Autounfälle mehr Männer verlor als durch Flugzeugunfälle, und führte Tests mit frühen Crashtest-Dummys durch. Im Mai des Jahres 1955 besuchten 26 von Stapp eingeladene Vertreter von Universitäten, Automobilbauern und des Militärs sowie Verkehrssicherheitsexperten und Mediziner die Holloman Airbase und wurden in die Forschungsergebnisse für Automobildesign und Sicherheit, sowie die Versuchsaufbauten, wie den Raketenschlitten, eingeweiht.
Das Treffen wurde 1956 und 1957 wiederholt, und viele gewonnene Vorschläge wurden an Experten für Automobilbau und Verkehrssicherheit weitergeleitet. Einige Empfehlungen nach den Treffen waren energieabsorbierende Armaturenbretter, bei Unfällen geschlossen bleibende Türen, besser mit der Karosserie verbundene Sitze und besonders Sicherheitsgurte.
Stapp wurde von der Holloman Airbase abberufen, sodass die Konferenz im Jahr 1958 nicht stattfand. Stapp fragte jedoch Professor James J. Ryan (Mechanical Engineering Department of the Institute of Technology an der University of Minnesota), ob die Konferenz weiterlaufen könne. Nach Ryans Vorschlag fand 1959 die Vierte „Stapp Verkehrsunfall-Konferenz“ statt, wobei der Name Stapps von nun an gewürdigt wurde. Es nahmen an der dreitägigen Konferenz von 17. bis 19. September des Jahres 1971 Experten aus 13 amerikanischen Bundesstaaten teil.
Im Jahr 1962 übergab Professor Ryan Colonel Stapp ehrenhalber den Vorsitz über die Stapp Car Crash Conference, die von Jahr zu Jahr umfangreicher und bald an verschiedenen Universitäten veranstaltet wurde. Die Konferenz findet bis heute jährlich statt. In den Jahren vor seinem Tod war Stapp weiterhin Präsident des New Mexico Research Institute (New Mexico Forschungsinstitut). Zudem war Stapp ehrenhalber Vorsitzender der Stapp Foundation, die durch General Motors unterstützt wurde, und Stipendien für Automobilbauer vergab.
Im Jahr 1966 unterzeichnete der amtierende Präsident der Vereinigten Staaten, Lyndon Johnson, ein Gesetz, mit dem die Pflicht der Sicherheitsgurte für alle Neuwagen eingeführt wurde, was unter anderem auch Stapp zu verdanken ist, und seitdem Millionen von Menschenleben gerettet hat.
John Paul Stapp starb am 13. November 1999 im Alter von 89 Jahren eines natürlichen Todes in Alamogordo, New Mexico.

## Nachleben und Würdigung
Im Jahr 1956 erhielt Stapp eine Ehrendoktorwürde der Baylor University.
Im Jahr 1991 wurde Stapp die „National Medal of Technology“ verliehen: „Für seine Forschung an den Effekten mechanischer Kräfte auf Lebewesen, die zu sicherheitsfördernden Entwicklungen in der Unfallverhütungstechnik geführt haben“ („for his research on the effects of mechanical force on living tissues leading to safety developments in crash protection technology“).
Stapp wird das Stapp’s Ironical Paradox (Stapps ironisches Paradoxon) – als Aussage während seiner Forschungstätigkeiten – zugeschrieben: „The universal aptitude for ineptitude makes any human accomplishment an incredible miracle.“ (Zu deutsch in etwa: „Die generelle Befähigung zur Unfähigkeit macht jede menschliche Leistung zu einem unglaublichen Wunder.“).
Der Air-Force-Ingenieur Edward A. Murphy war ein Bekannter Stapps und war zeitweilig an den Raketenschlittenexperimenten beteiligt. Ihm wird die als Murphys Gesetz bekannte Lebensweisheit zugeschrieben, welche einigen Autoren zufolge im Forschungsteam Stapps ihren Ursprung hat.